# Simbakubwa kutokaafrika
Simbakubwa kutokaafrika (che in lingua swahili significa "grande leone d'Africa") è un mammifero carnivoro estinto, appartenente ai creodonti. Visse nel Miocene inferiore, circa 23 milioni di anni fa, e i suoi resti fossili sono stati ritrovati in Kenya. Secondo gli esperti, il peso di questa creatura poteva raggiungere fino a 1.500 kg, come gli elefanti che vivevano in quell'epoca, il che lo renderebbe il più grande mammifero carnivoro terrestre mai esistito, molto più grande dell'attuale orso polare.

## Fossili
I resti dell'animale, un pezzo di mandibola inferiore con un canino, un premolare e un molare e altri denti e qualche osso, erano stati trovati già da decine di anni, ma fino al 2019 erano stati attribuiti a una specie più piccola, Hyainailouros napakensis. Questi fossili erano stati infatti ritrovati da contadini kenioti a Meswa Bridge, nel Kenya occidentale, e in seguito gli studiosi Matthew Borths e Nancy Stevens pubblicarono i ritrovamenti dopo aver esaminato i fossili che erano stati conservati al Nairobi National Museum in Kenya per decenni. I leggeri segni di usura sulla dentatura indicano che l'olotipo era un giovane adulto al momento della sua morte. Lo studio dei resti postcranici indica che Simbakubwa era in possesso di una posizione di camminata semi-digitigrada.

## Descrizione
Simbakubwa pesava circa 1500 kg, il che lo renderebbe il più grande mammifero carnivoro terrestre mai esistito, e aveva una posizione di camminata semi-digitigrada. Questo maestoso animale era provvisto di denti enormi: secondo i ricercatori, infatti, nonostante i resti ritrovati appartengano ad un animale morto relativamente giovane (data la poca usura della dentatura), la sua mascella è molto più grande di quella di un leone moderno adulto. Con i suoi canini poteva tranciare la carne, mentre i suoi molari gli permettevano di rompere le ossa.
Matthew Borths dell'Università di Duke, autore principale dello studio pubblicato sul Journal of Vertebrate Paleontology nonché co-direttore della ricerca con l'Ohio University, ha specificato che proprio da questi suoi denti enormi si può evincere che il Simbakubwa fosse carnivoro specializzato significativamente più grande del leone moderno e probabilmente più grande di un orso polare. Il fatto che questo gigantesco animale sia vissuto in quello che è il Kenya moderno circa 23 milioni di anni fa (Miocene inferiore), un periodo chiave nell'evoluzione dei mammiferi carnivori, potrebbe far luce sul modo in cui predatori e rapaci giganti si siano evoluti per milioni di anni verso la fine del Paleogene.

## Alimentazione
Gli studiosi hanno ipotizzato che con le sue enormi dimensioni il grande leone africano potesse andare a caccia di elefanti e ippopotami.